# 신대순
신대순(申大淳, 1967년 5월 6일 ~ )은 대한민국 프로 장기 기사이다. 제1회 KBS 장기왕전에서 해설을 진행한 경력이 있다.

## 약력
충청남도 당진 출신이다.
- 1988년 프로 입단
- 1992년 제1회 KBS 장기 고수전 준우승
- 1995년 제10회 천석배 준우승
- 1996년 제11회 천석배 우승
- 1999년 제9회 명인전 우승, 제3회 프로 10걸전 우승, 제4회 국수전 준우승
- 2000년 제10회 명인전 우승
- 2001년 제11회 명인전 준우승
- 2003년 대한홍삼배 엠게임 프로리그 2기·3기 각각 3위

## 저서
- 신대순, 《Korean Chess - 실전포진》, 명성출판사(2001), ISBN 8973570234